# Hermandad Universitaria del Santísimo Cristo de la Luz (Valladolid)
La Hermandad Universitaria del Santísimo Cristo de la Luz  es una cofradía de culto católico de la ciudad de Valladolid (España). Forma parte de las veinte cofradías que existen, en la actualidad, en la Semana Santa de Valladolid. Su sede canónica se encuentra en la Capilla Universitaria del Palacio de Santa Cruz, actual Rectorado de la Universidad. 

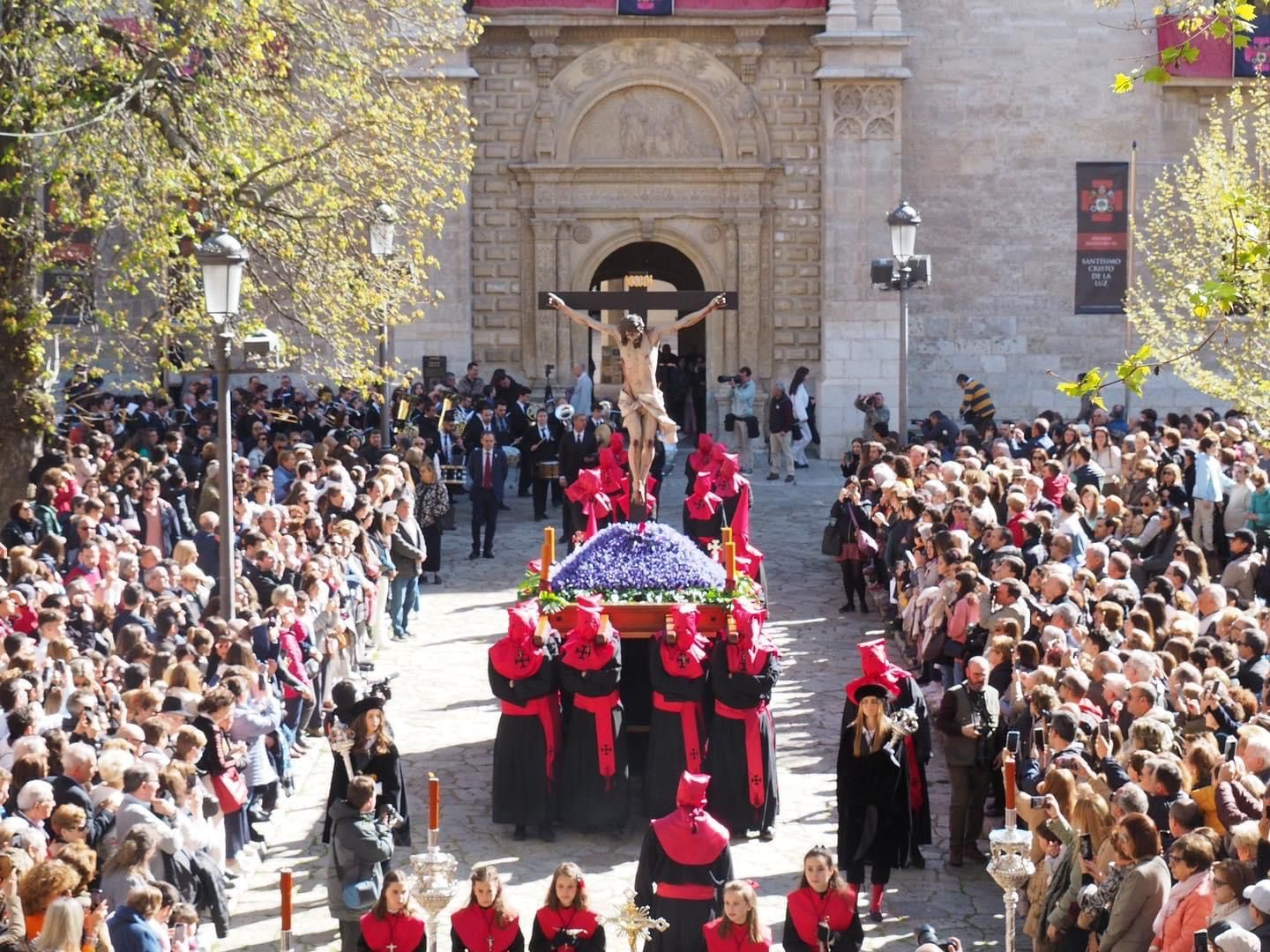
Procesión del Jueves Santo

## Historia
En las postrimerías del año 1940, el entonces Rector de la Universidad de Valladolid, Cayetano de Mergelina y Luna, inició las gestiones para crear una cofradía que agrupase a los miembros docentes de dicha institución, a los estudiantes universitarios del Colegio de Santa Cruz y a todo el profesorado de los diversos niveles de enseñanza, para lo cual se dirigió al Ministerio de Educación Nacional. Tras recibir respuesta satisfactoria en 1941, el presidente del Patronato del Museo Nacional de Escultura acuerda la cesión de la talla del Cristo de la Luz (Gregorio Fernández, c. 1630) a la Universidad para que se tribute culto en la Capilla Universitaria del Colegio de Santa Cruz por la Hermandad que bajo su advocación ha de crearse.
Conseguida la imagen, los estatutos se aprobaron en 1942. La cofradía se denominó Hermandad de Docentes del Santísimo Cristo de la Luz y su salida procesional quedó fijada a las cuatro y media de la tarde del Viernes Santo desde el Palacio de Santa Cruz (Valladolid). Comenzaba con el rezo del Santo Rosario, y al llegar al tercer misterio, se iniciaba la procesión que abría la cruz alzada de la parroquia de Santa María de la Antigua para dirigirse a la Catedral, en cuyo interior se rezaba un Vía Crucis. Los hermanos se organizaban en dos filas vestidos con traje de calle negro. Dada la hora de la Procesión, la cofradía no participaba en la Procesión General. 

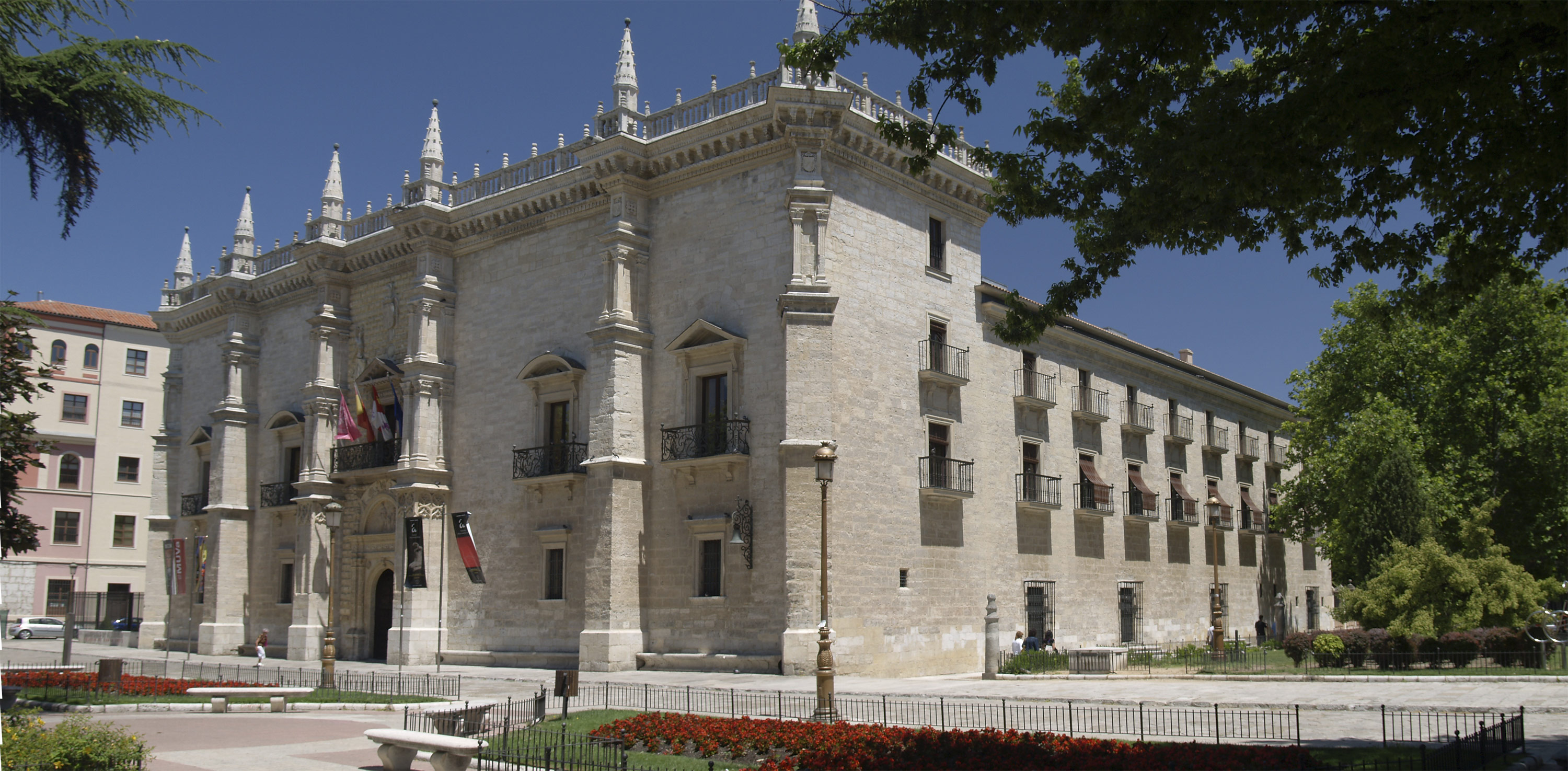
Palacio de Santa Cruz (Valladolid)

Este desfile consiguió un gran arraigo entre los vallisoletanos, quienes todos los años se congregaban en la Plaza de Santa Cruz para contemplar la complicada maniobra de extracción de la imagen desde el interior del Palacio de Santa Cruz, pero a principio de los años sesenta comenzó una decadencia que la hace interrumpir su actividad procesional a partir de 1965.
En 1992, un grupo de jóvenes universitarios inician las gestiones para intentar procesionar de nuevo la imagen y recuperar esta tradición universitaria. Se forma una nueva Junta Directiva y se procede a la elaboración de unos nuevos estatutos pasando a denominarse Hermandad Universitaria del Santísimo Cristo de la Luz. Su procesión se fija en la mañana de Jueves Santo, de manera que pasa a participar también en la Procesión General de Viernes Santo. 
A principios del siglo XXI, al regresar de la procesión general, en la medianoche del Viernes al Sábado Santo, se comenzó a organizar el traslado solemne del Santísimo Cristo de la Luz, donde la imagen partía del lateral del Palacio de Santa Cruz, por el callejón del Padre Arregui, y recorría la plaza iluminada por las velas rojas que portaban cofrades y pueblo fiel, culminando con la bajada de la imagen de sus andas para ser colocado de nuevo en la capilla del palacio. Este acto fue suprimido en 2020 en el contexto de la reforma propuesta por el Obispo Auxiliar de Valladolid, Luis Argüello, con la finalidad de no recargar el programa de procesiones, de forma que la imagen, tras regresar de la Procesión General, es introducida en el palacio y trasladada a la capilla en un acto íntimo que celebran los cofrades.
En los últimos años, ha visto incrementado de forma destacada su número de cofrades. La Hermandad se compone de miembros de la comunidad universitaria, aunque puede pertenecer a ella todo aquel que lo desee.

## Imagen
El Santísimo Cristo de la Luz es obra de Gregorio Fernández (c. 1630), quien la esculpió para la capilla de los Daza de la Iglesia del monasterio de San Benito el Real, actual capilla del Santísimo Cristo del Consuelo —donde hoy se rinde culto al crucificado del mismo nombre, también de Fernández—. En 1843 pasó al Museo Provincial de Bellas Artes, estando expuesta entre 1863 y 1913 en la capilla del Colegio de San Gregorio, sede del Museo Nacional de Escultura. En 1940 fue cedido a la Universidad de Valladolid de forma indefinida para que lo albergase y diera culto en la capilla del Palacio de Santa Cruz, donde permanece hasta hoy.
Obra de madurez de su autor, elogiada por escritores e historiadores (es llamado La Perla), es una de sus cimas escultóricas, que plasmó la actitud de este Cristo en los de los retablos mayores de la Catedral de Plasencia (1625) y de la Cartuja de Aniago (1634).

## Salidas procesionales

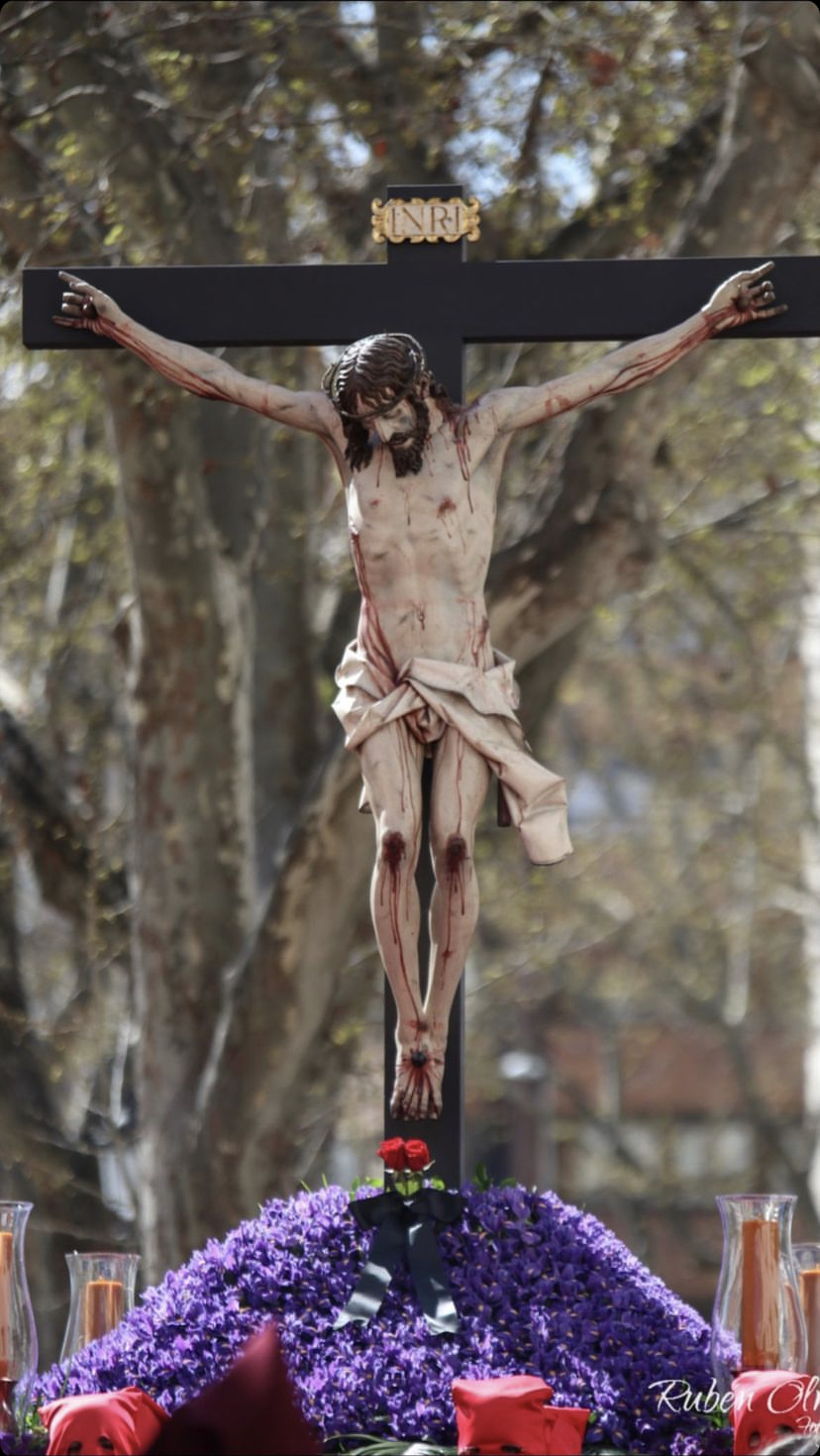
Santísimo Cristo de la Luz

La procesión titular de la cofradía tiene lugar en la mañana de Jueves Santo, a las 11 horas. Parte del Palacio de Santa Cruz, sede del Rectorado de la Universidad. Tras los toques de la campana que se encuentra en su fachada, se abren las puertas, abriendo el cortejo la cruz alzada y los ciriales, portados por unos personajes ataviados con hábito púrpura y capucha que impide verles el rostro. De forma similar va ataviado el que porta la bandera de la cofradía. Cuando la magnífica talla atraviesa el umbral (que se queda pequeño, haciendo los portadores un admirable esfuerzo de precisión), el Coro Universitario comienza a cantar en una Plaza de Santa Cruz abarrotada de público mientras los cofrades hacen pasillo alrededor. El acompañamiento musical consiste en dulzaina, tamboril y bombo, emulando los sones barrocos del siglo XVII, por lo que la sonoridad de esta procesión es única. La imagen va custodiada por  dos maceras con jubón negro y sombrero con pluma blanca. Detrás de ella va el Rectorado. En la fachada de la Universidad, a los sones del Gaudeamus Igitur, el Rector lleva a cabo la ofrenda florar y uno de los miembros de la comunidad universitaria lleva a cabo una disertación sobre el conocimiento y la fe. La procesión se dirige a la Catedral, en cuyo interior se reza un vía crucis. Participa en el desfile una representación de la Hermandad Universitaria del Santísimo Cristo de la Luz y Nuestra Señora Madre de la Sabiduría de Salamanca, a la que la Hermandad vallisoletana acompaña también en su desfile del Martes Santo.
En la tarde del Viernes Santo participar en la Procesión General de la Sagrada Pasión del Redentor.

## Actos
La Hermandad, de fuerte entronque académico, celebra los Autos de Navidad y de Pasión en el Paraninfo de la Universidad, en los cuales, presididos por el Rector, se desarrolla una lectio brevis a cargo de alguna personalidad intelectual y con una temática vinculada a la Navidad o a la Semana Santa, seguida de una intervención musical.
El Triduo al Santísimo Cristo de la Luz se desarrolla en la capilla del Palacio de Santa Cruz el martes, miércoles y jueves precedentes al Domingo de Ramos. Celebra dos misas en el cercano Monasterio de la Huelgas Reales: la de imposición de medallas a los nuevos cofrades, y la Vigilia Pascual.

## Música propia
En 2014, con motivo del vigésimo aniversario de la refundación de la Hermandad, se encargó un Himno del Cristo de la Luz a Ángel María de Pablos (letra) y Ernesto Monsalve (música), que se estrenó el Jueves Santo del mismo año en la Catedral, a la entrada de la procesión.
En 2016, la Hermandad encargó una marcha propia a los compositores Eugenio Gómez y Pablo Toribio, los cuales compusieron Lux Aeterna, que se estrenó en el Auto de Pasión de aquel año por la Banda Sinfónica de Arroyo de la Encomienda dirigida por José Manuel González Diego.

## Galería de imágenes

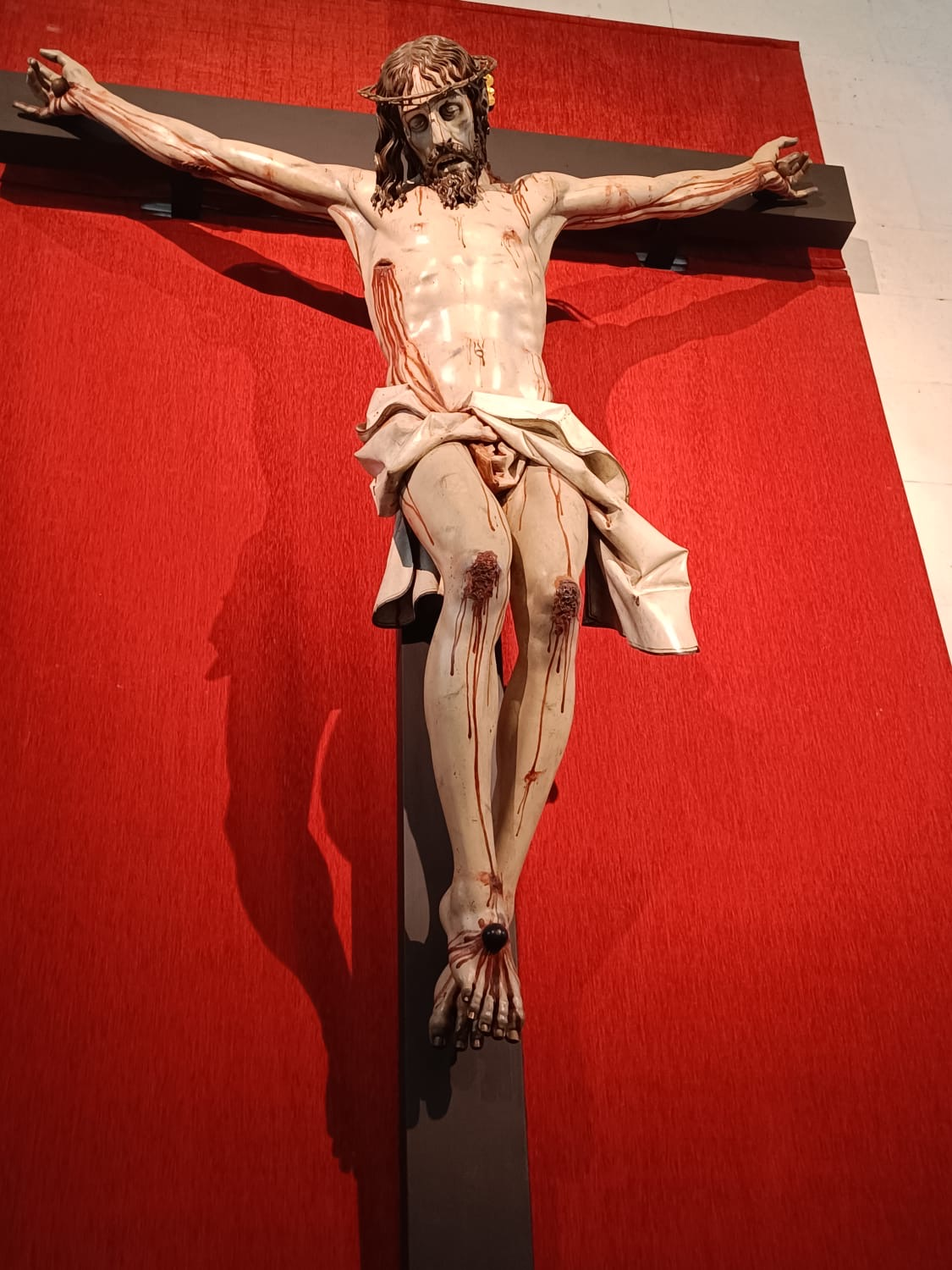
Capilla Universitaria
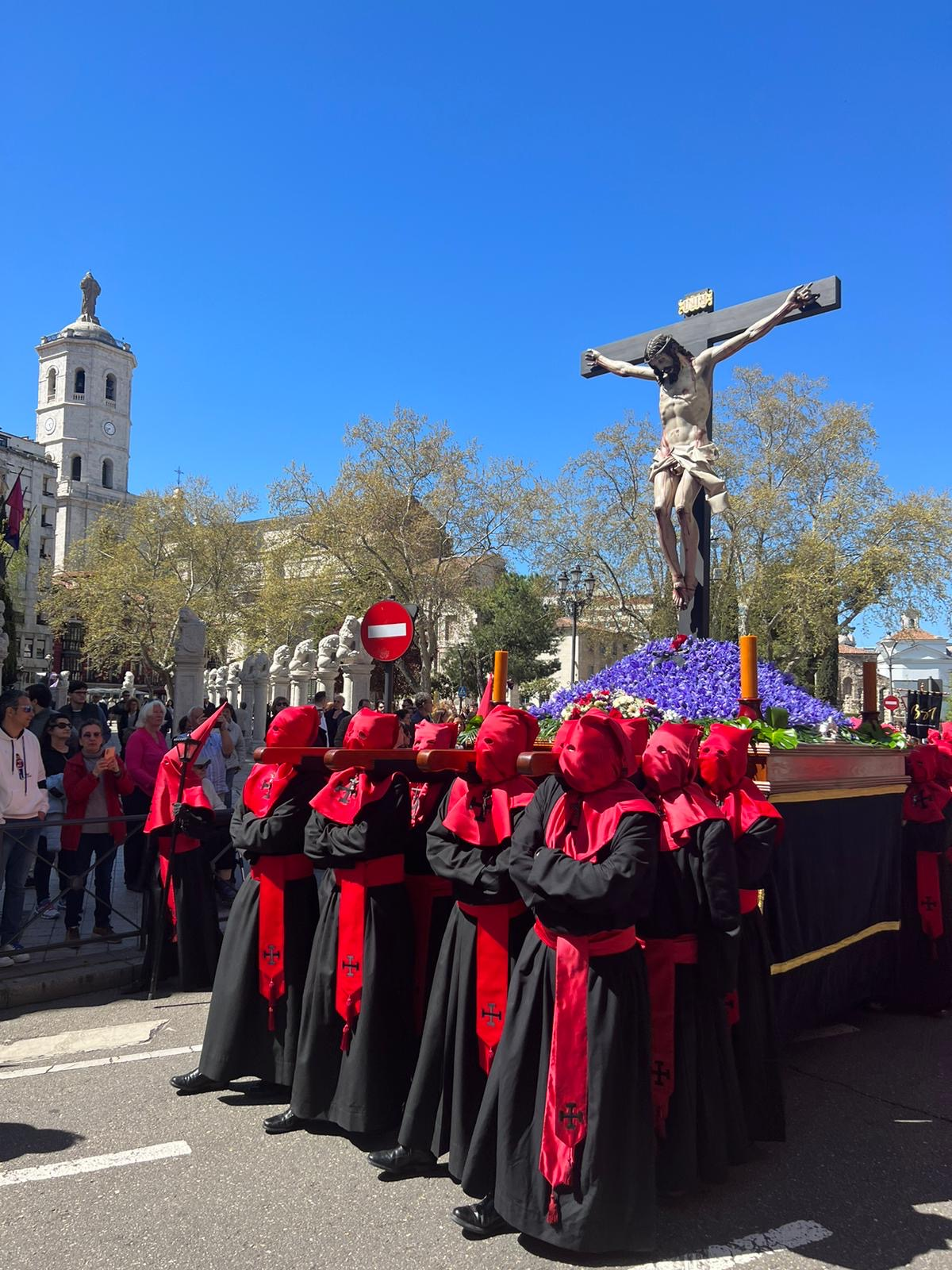
Procesión Jueves Santo
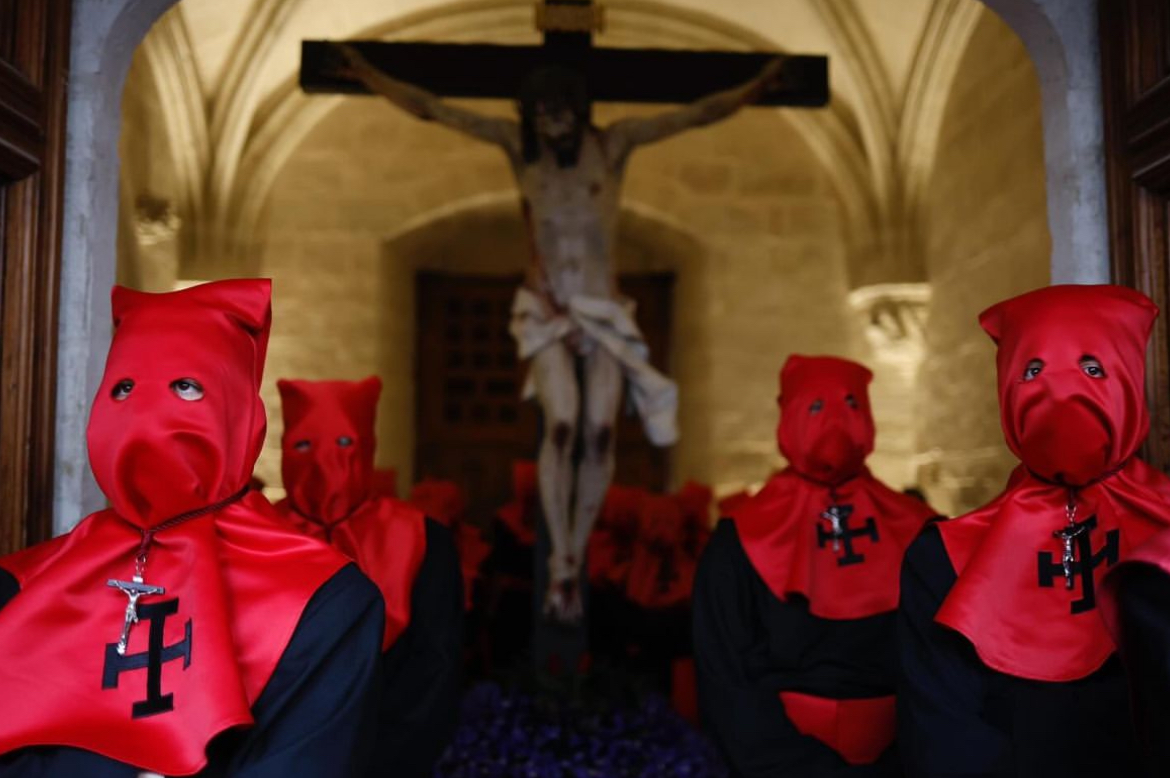
Cristo de la Luz en Palacio de Santa Cruz